# Monocero

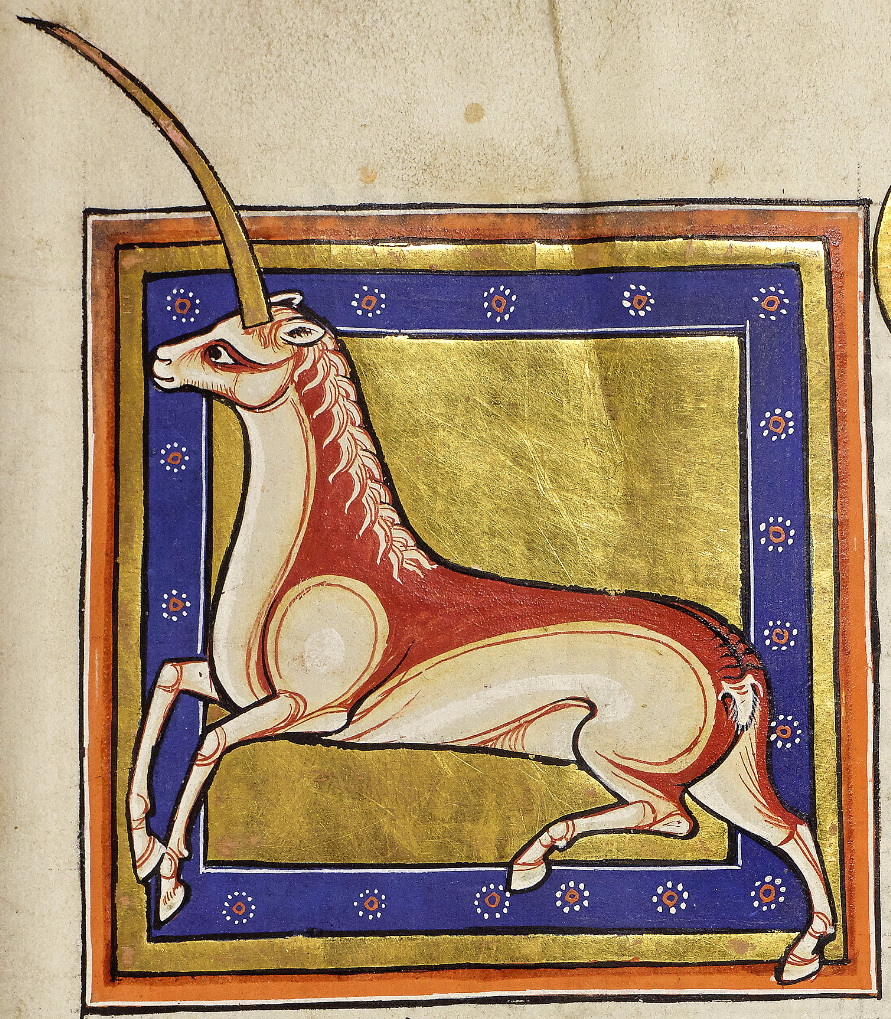
Un monocero in un bestiario medievale.

Il monocero era un animale mitologico conosciuto in Asia e, successivamente, anche in Europa. È spesso confuso con l'unicorno, anche perché i loro nomi hanno lo stesso significato.

## Descrizione
Questa creatura è descritta da Plinio, nella sua Naturalis historia; viveva in India, possedeva il corpo di cavallo, zampe di elefante, coda di cinghiale, testa simile a quella di un cervo ma con un unico corno scuro lungo due cubiti (circa un metro) sulla fronte, altro particolare che lo accomuna all'unicorno; il suo verso sarebbe grave e non sarebbe possibile catturarla viva.
Successivamente si aggiungeranno altri particolari come occhi blu, testa rossa, la base del corno candida con l'altra estremità appuntita e color cremisi e la parte centrale nera.